# Adda Gleason
Adda Gleason (Chicago, 19 december 1888 - Los Angeles, 6 februari 1971) was een Amerikaanse filmactrice.

## Gedeeltelijke filmografie
- The Livid Flame (1914)
- To Be Called For (1914)
- The Voice in the Fog (1916)
- Ramona (1916)
- That Devil, Bateese (1918)
- How Baxter Butted In (1925)
- The Old Soak (1926)